# Mwinyi Kazimoto
Mwinyi Kazimoto  est un footballeur tanzanien né le 25 décembre 1988. Il évolue au Simba SC.

## Carrière
- 2007-2011 : JKT Ruvu Stars ( Tanzanie)
- 2011-201. : Simba SC ( Tanzanie)

## Palmarès
- Champion de Tanzanie en 2012